# Julio César Matías
Julio César Matías, más conocido como "Pololo" (Jarabacoa, 19 de mayo de 1934 - Santo Domingo 30 de diciembre de 1986), fue un humorista y actor dominicano considerado uno de los pioneros dentro del humor en la televisión dominicana. Pertenece a la denominada "Época de Oro del Humor Dominicano". Conocido como "El poeta", era frecuente el uso de la declamación en su estilo para hacer humor.

## Biografía
Matías nació en Jarabacoa, provincia La Vega, el 19 de mayo de 1934.  A principios de 1950 trabajó como locutor y estudió arte dramático en la Escuela de Bellas Artes. Más tarde, se  recibió como agrimensor, profesión a la que se dedicó por varios años. 
En 1958, entró a trabajar en La Voz Dominicana, interpretando a “Felipito”, una suerte de joven campesino que encarnaba ingeniosamente al elemento típico rural dominicano. Años más tarde, evolucionaría hacia el papel de “Pololo”,  personaje con cuyo nombre también se le recuerda, y que representó al ícono del campesino despierto que emigra a la zonas urbanas.
Desde fines de los cincuenta, Matías mantuvo una labor ininterrumpida como actor hasta que lo sorprendió la muerte. Durante esa larga trayectoria en la televisión, laboró en los programas “Cosas de mi tierra”, “Cecilia y Solano”, “El Show del mediodía” “El calientísimo del 9”, “La familia Sinforosa” y el“El show del 4” .
Fue actor en radionovelas como en el caso de "Cazan, el cazador" donde interpretó el papel principal. y actuó en la película  “Caña Brava”, al lado de Javier Solís. Creó gran cantidad de frases ingeniosas vinculadas a la cultura popular.  
Julio César Matías falleció debido a un accidente cardiovascular el 30 de diciembre de 1986. Tres calles de Santo Domingo llevan su nombre.